# Alsóköhér
Alsóköhér (románul: Chiheru de Jos, németül: Unterkiher) falu Maros megyében, Erdélyben, Romániában, Alsóköhér község központja.

## Fekvése
A Köhér-pataka mentén található Szászrégen és Szováta között félúton.